# Zanes

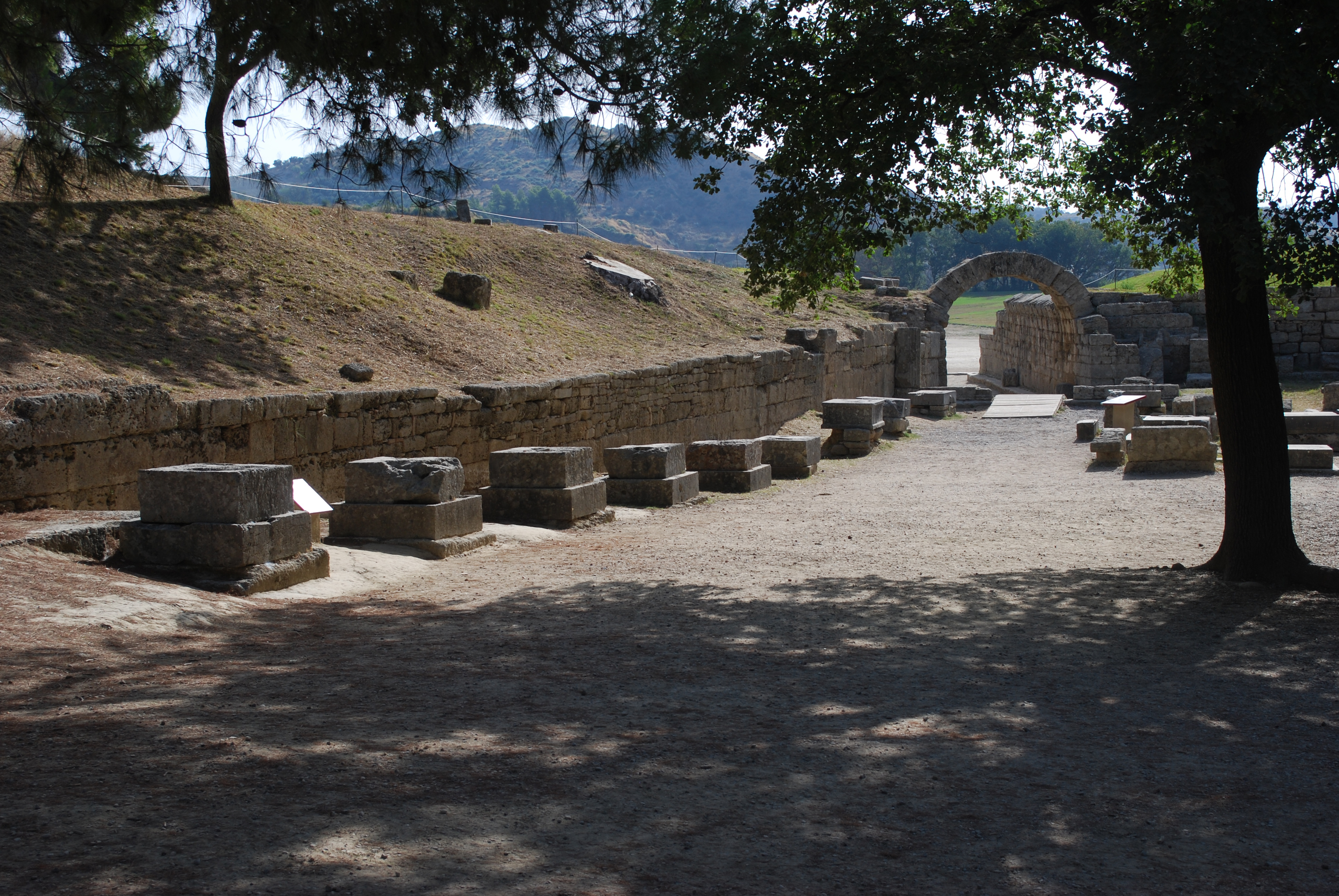
Sockel von Zeusstandbildern am Eingang zum Stadion

Die Zeusstandbilder am Eingang zum Stadion in Olympia waren Sühnegaben von Athleten, die durch Bestechung gegen die Regeln bei den Olympischen Spielen der Antike verstoßen hatten. Diese Sühnestatuen wurden Zanes (Ζᾶνες, Plural zu Zeus) genannt.

## Geschichte
Pausanias überlieferte im fünften Buch seiner Beschreibung Griechenlands mehrere Fälle, in denen Athleten dazu verurteilt wurden, Zanes zu finanzieren:
Eupolos aus Thessalien, ein Boxkämpfer, bestach 388 v. Chr. während der 98. Olympiade drei seiner Gegner. Darunter befand sich auch Phormion aus Halikarnassos, der bei der 97. Olympiade gesiegt hatte. Die beiden anderen Sportler, die auf Eupolos’ unredliches Angebot eingingen, hießen Agetor und Prytanis. Nachdem Eupolos’ Machenschaften ans Licht gekommen waren, wurden alle vier Beteiligten dazu verurteilt, sechs lebensgroße bronzene Zanes zu spenden. Zwei von diesen Statuen wurden laut Pausanias von Kleon aus Sikyon gefertigt, die Künstler, die die anderen vier Zeusstatuen geschaffen hatten, waren schon zu Pausanias’ Zeit unbekannt. Vier der Zanes trugen Epigramme. Im ersten Epigramm wurde darauf hingewiesen, dass olympische Siege nicht dem Geld, sondern der Schnelligkeit und der Kraft der Athleten zu verdanken sind. Die Inschrift der zweiten Statue nannte die Gottesfurcht als Abschreckungsmittel für Athleten, die einen Frevel im Sinn haben. Die beiden mittleren Statuen waren unbeschriftet, die fünfte trug ein Epigramm, das auf die Straffunktion dieser Spende für Olympia hinwies, und die sechste einen Hinweis, dass sich alle Griechen den Fall als Lehre zu Herzen nehmen und nie wieder versuchen sollten, olympische Siege mit Geld zu erkaufen.
Offenbar wurde diese Warnung aber nicht immer ernst genommen, denn weitere sechs Zeusstandbilder mussten aufgestellt werden, nachdem bei der 112. Olympiade Kallippos aus Athen sich mit korrupten Gegnern über den Ausgang von Fünfkämpfen geeinigt hatte und dieser Skandal ebenfalls bekannt geworden war. Kallippos war allerdings nicht in der Lage, diese Gabe selbst zu finanzieren, weshalb diese Verpflichtung eigentlich von seiner Heimatstadt Athen übernommen werden musste. Athen weigerte sich jedoch zunächst und schickte den Redner Hyperides nach Elis, um die Kampfrichter umzustimmen. Damit hatte die Stadt jedoch keinen Erfolg. In einem nächsten Schritt beschlossen die Athener, die Olympischen Spiele zu boykottieren. Nachdem ihnen jedoch der delphische Apollon angeblich angedroht hatte, ihnen fortan jedes Orakel zu verweigern, verstanden sich die Athener dazu, die Zanes für Olympia zu bezahlen. Alle diese sechs Statuen trugen wiederum Epigramme, die von ähnlicher Art waren wie die früheren. Möglicherweise können die Epigramme auch als Hinweise auf die Rituale und Eide, die die Athleten vor den Wettkämpfen ablegten, gesehen werden.
Die dreizehnte und die vierzehnte Zeusstatue kamen hinzu, nachdem sich Ringkämpfer gegen die Regeln vergangen hatten. Eine wurde von Rhodos bezahlt; insgesamt herrschte hier jedoch schon zu Pausanias’ Zeiten eine gewisse Konfusion der Quellen. Die Erklärung, bei der 178. Olympiade habe ein Philostratos einen Eudelos bestochen, um den Sieg zu erringen, widerspricht der Aufzeichnung, dass Straton von Alexandria damals sowohl im Pankration als auch im Ringen gewonnen habe.
Bei der 192. Olympiade kam ebenfalls ein Skandal vor, als die Väter der Ringer Polyktor und Sosandros aus Smyrna den Ausgang des Kampfes manipulierten. Auch sie wurden bestraft; die Statuen, die sie spenden mussten, wurden allerdings nicht in der Reihe der Zanes vor dem Stadioneingang aufgestellt.
Dagegen wurde die Reihe der Sühnestatuen am Stadioneingang in Olympia nach der 226. Olympiade um zwei Exemplare erweitert, nachdem die Faustkämpfer Deidas und Sarapammon aus dem ägyptischen Gau Arsinoites sich vorher über den Ausgang des Kampfes geeinigt hatten.
Bestraft wurde auch ein Athlet, der während der 201. Olympiade die Flucht ergriff: Sarapion aus Alexandria wollte sich seinem Gegner im Pankration lieber nicht stellen.

## Kommentar
Insgesamt kamen schließlich wohl ungefähr 16 Zeusstatuen zusammen, die in einer Reihe auf Sockeln vor dem Durchgang zum Stadion aufgestellt wurden. Sie waren mit den Namen der Sportler versehen und sollten die einziehenden Athleten daran erinnern, sich an die Regeln zu halten.
Zumindest die ersten zwölf Statuen dürften einander recht ähnlich gesehen haben. Der menschengroße Zeus nutzte sein rechtes Bein als Stand-, das linke als Spielbein. Seine Haltung ließ sich anhand von Spuren am zweiten Sockel rekonstruieren. Die Statuen selbst sind allesamt verloren; die Sockelreihe wurde im Rahmen von Ausgrabungen der Deutschen freigelegt. Pausanias’ Schilderung führte die Archäologen im Mai 1878 auch zu den Fundamenten des Metroons, des kleinsten Tempels in Olympia. Dessen Bauzeit versuchten Wissenschaftler mitunter durch den Bezug zu den Zanes-Basen zu bestimmen.
Das verstärkte Aufkommen von Korruptionsskandalen im vierten Jahrhundert vor Christus wird auf einer Seite des griechischen Ministeriums für Kultur und Tourismus kommentiert: 

“It is not surprising that penalties appeared in the fourth century BC, a time of change in moral values, when the games lost their sacred character and became more of a social event. However, the occurrence of an athlete’s name on such a pedestal was shameful both for him and for his city.”

„Es ist nicht erstaunlich, dass die Strafen im vierten Jahrhundert v. Chr. in Erscheinung traten, einer Zeit, in der sich die moralischen Werte änderten, als die Spiele ihren sakralen Charakter verloren und mehr zu einem gesellschaftlichen Ereignis wurden. Dennoch war der Name eines Athleten auf solch einem Sockel beschämend, sowohl für ihn als auch für seine Heimatstadt.“